# 何事忠
何事忠（1952年12月—），男，汉族，重庆开县人，中华人民共和国政治人物，曾任中共重庆市委常委、宣传部部长，重庆市政协副主席。